# Dermatosorus thirumalacharii
Dermatosorus thirumalacharii är en svampart som först beskrevs av Pavgi & B.K. Giri, och fick sitt nu gällande namn av Vánky 1987. Dermatosorus thirumalacharii ingår i släktet Dermatosorus och familjen Anthracoideaceae.   Inga underarter finns listade i Catalogue of Life.